# Tang Xingqiang
Tang Xingqiang (em chinês:  汤星强; Ningde, 11 de agosto de 1995) é um velocista chinês que compete em provas de 100 metros rasos. Representou a China em duas edições de Jogos Olímpicos, conquistando a medalha de bronze com a equipe de revezamento 4×100 metros em Tóquio 2020.

## Carreira
Tang fez sua estreia internacional sênior no Campeonato Asiático de 2015, onde competiu nos 200 metros e alcançou às semifinais.
Nas Olimpíadas do Rio, em 2016, ele integrou o quarteto chinês de revezamento 4×100 metros ao lado de Xie Zhenye, Su Bingtian e Zhang Peimeng. A equipe estabeleceu o recorde asiático de 37,82 segundos na qualificação, mas na bateria seguinte o mesmo recorde foi quebrado pelo Japão, com o tempo se mantendo apenas como recorde chinês. Nos Jogos Olímpicos de Tóquio, cinco anos depois, novamente integrou a equipe de revezamento e, assim como no Rio, terminou em quarto lugar na final. Porém com a desclassificação da Grã-Bretanha, a China foi elevada a terceira posição, conquistando a medalha de bronze.